# Ramla
Ramla (hebräisch רמלה; hocharabisch الرملة, DMG ar-Ramla ‚die Sandgrube‘, im palästinensischen Dialekt Ramleh) ist eine Stadt im Zentralbezirk in Israel mit 75.538 Einwohnern (2018).

## Demographie
Die Bevölkerung besteht zu 75,4 % aus Juden und anderen Nichtarabern, zu 24,6 % aus Arabern (16 % Muslime und 4 % Christen), darüber hinaus 500 Einwanderern. 32.000 Einwohner sind männlich, 30.000 weiblich, 36 % jünger als 20 Jahre, 18 % zwischen 20 und 29, 19 % zwischen 30 und 44, 15 % zwischen 45 und 59, 3 % von 60 bis 64 und 9 % über 65 Jahre alt. Das jährliche Bevölkerungswachstum lag bei 1,0 %.
Im Jahr 2000 gab es in der Stadt 21.000 Angestellte und Arbeiter, 1.700 Selbständige. Der mittlere Monatslohn der Arbeiter und Angestellten lag im Jahr 2000 bei 4300 Schekel (+ 4,4 % gegenüber dem Vorjahr), bei Männern bei 5200 Schekel (+ 3,3 %), bei Frauen bei 3300 Schekel (+ 6,3 %). Das mittlere Einkommen der Selbständigen lag bei 4900 Schekel. 1.100 Einwohner bezogen Arbeitslosenunterstützung, 5.600 Einwohner Renten.
In Ramla gibt es 31 Schulen und 12.000 Schüler, darunter 22 Elementarschulen (7.700 Schüler) und neun höhere Schulen (3.800 Schüler). Im Jahr 2001 erhielten 48 Prozent der Schüler der letzten (12.) Klasse die Hochschulreife.

## Geschichte
Al-Yaʿqūbī, dem arabischen Geographen des 9. Jahrhunderts, zufolge wurde ar-Ramla 716 vom Kalifen Sulaimān ibn ʿAbd al-Malik durch Ansiedlung von Bewohnern der Nachbarstadt Ludd (auch: Lydda, Lod) gegründet.
Die Stadt blühte als Hauptstadt vom Dschund Filastin, einem der fünf Militärdistrikte der Provinz asch-Scham (Groß-Syrien) des arabischen Reichs, auf.
Als die Distriktregierung nach Jerusalem umsiedelte, verlor Ramla seine politische Bedeutung, blieb aber eine größere Stadt.
1068 zerstörte ein Erdbeben mit Epizentrum in Wadi Arabah Ramla vollständig und tötete 15.000 bis 25.000 Einwohner. Die Stadt lag vier Jahre verlassen da und konnte ihre alte Bedeutung nicht mehr erreichen.
Die wirtschaftliche Bedeutung der Stadt und ihres unmittelbaren Nachbarn Lydda basiert auf ihrer Lage an der Kreuzung der beiden wichtigsten Straßen Palästinas, der Straße von Syrien nach Ägypten und der Straße von Jerusalem ans Mittelmeer. Nach dem Ersten Kreuzzug wurde Ramla Sitz einer Seigneurie des Königreichs Jerusalem (siehe auch: Vasallen des Königreichs Jerusalem).
1101–1105 wehrten die Kreuzfahrer in den drei Schlachten von Ramla mehrere Rückeroberungsversuche der ägyptischen Fatimiden ab. Die Kreuzfahrer erbauten in Ramla auch eine große Pfarrkirche, die Johannesbasilika.

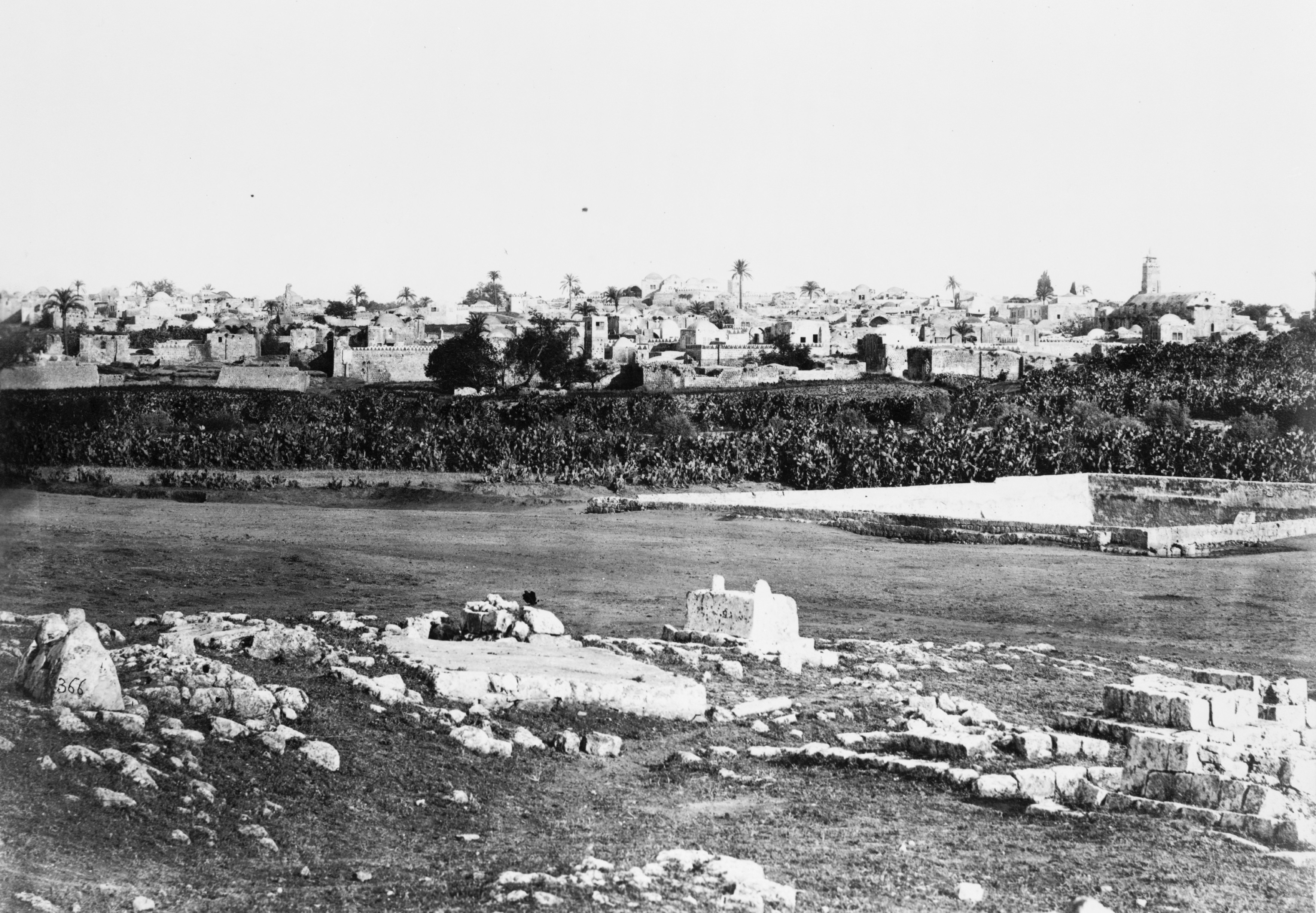
Ramla um 1880

Zu Beginn des Osmanischen Reiches wurde Ramla als große Stadt beschrieben, die überwiegend in Ruinen liege und kaum noch Einwohner habe. 1548 wurden 528 muslimische und 82 christliche Haushalte gezählt, eine Größenordnung, die sich bis zum Ende des 19. Jahrhunderts kaum veränderte.
Während der britischen Mandatszeit wuchs die Bevölkerung jedoch konstant: 1944 gab es 12.000 Muslime, 3.000 Christen und bis 1948 nur wenige Juden.
Während des Arabisch-Israelischen Kriegs von 1948 war Ramla aufgrund seiner geographischen Lage unweigerlich ein Konfliktpunkt. Am 9. Mai rückte von Be’er Ja’akow kommend die Givʿati-Brigade über Bir Salem vor, während von Ramla her die arabische Armee des heiligen Krieges unter Hassan Salameh voranschritt. Während erstere das eigentliche Landgut Bir Salem einnahm, bezogen Salamehs Kräfte Stellung auf den Hofstellen der arabischen Pächter dort. Ramla blieb so zunächst in arabischer Hand. Ein weiterer Angriff im Rahmen der Operation Dani führte dann aber zur Kapitulation Ramlas am 11./12. Juli 1948. Die arabische Bevölkerung wurde anschließend auf Befehl David Ben-Gurions bis auf 1.000 Personen zumeist christlichen Glaubens oder mit besonderen Beziehungen zu den Israelis vertrieben, insoweit sie vor den Kriegshandlungen nicht bereits geflohen war.
Die israelische Regierung siedelte in der fast menschenleeren Stadt ab November 1948 jüdische Immigranten an, in der Regel europäische Flüchtlinge und Übersiedler, später auch mittellose arabisch-jüdische Flüchtlinge, die Heimat, Hab und Gut in Nordafrika und auf der Arabischen Halbinsel verloren hatten. Bis Februar 1949 hatte die jüdische Bevölkerung die Zahl von 6.000 überschritten. Die wirtschaftliche Situation in Ramla und Lydda (jetzt Ramla und Lod) blieb in den nächsten beiden Jahrzehnten schwierig. 1972 wohnten in der Stadt 34.000 Menschen.
Am 1. Juni 1962 wurde Adolf Eichmann im Ajalon-Gefängnis in Ramla hingerichtet.

## Kultur und Sehenswürdigkeiten
- der Weiße Turm (das Minarett der Weißen Moschee, haMisgad haLavan), erbaut im 13. Jh.
- die ehemalige Johannesbasilika, heute eine Moschee
- die Zisterne von Ramla, 430 m², erbaut 789 (auch Helena-Becken bzw. Bīr al-Anezīya genannt)[5]

## Infrastruktur
Seit 1891 gibt es eine Bahnverbindung nach Jaffa (Bahnstrecke Jaffa–Jerusalem). Der Bahnhof ist der älteste noch in Betrieb befindliche in der Levante.

## Städtepartnerschaften
- 1987: Moers (Deutschland)
- 1993: Vaughan (Ontario) (Kanada)[6]
- 2003: Daugavpils (Lettland)
- 2006: Kielce (Polen)[7]

## In Ramla geboren
- Chalil al-Wazir (1935–1988), palästinensischer Politiker und stellvertretender Chef der PLO
- Orna Barbivai (* 1962), Generalmajor und Knesset-Abgeordnete
- Liraz Charhi (* 1978), Schauspielerin und Sängerin
- Amir Hadad (* 1978), Tennisspieler
- Yshai Oliel (* 2000), Tennisspieler